# Буди-Козіцькі
Буди-Козіцькі (пол. Budy Kozickie) — село в Польщі, у гміні Гостинін Ґостинінського повіту Мазовецького воєводства.
Населення — 233 особи (2011).
У 1975-1998 роках село належало до Плоцького воєводства.

## Демографія
Демографічна структура станом на 31 березня 2011 року:
|          | Загалом | Допрацездатний вік | Працездатний вік | Постпрацездатний вік |
| -------- | ------- | ------------------ | ---------------- | -------------------- |
| Чоловіки | 117     | 23                 | 76               | 18                   |
| Жінки    | 116     | 18                 | 76               | 22                   |
| Разом    | 233     | 41                 | 152              | 40                   |